# 2697 Albina
2697 Albina este un asteroid din centura principală, descoperit pe 9 octombrie 1969 de Bella Burnasheva.